# كونتية تيرول
مقاطعة تيرول هي المنطقة التاريخية في ما هو الآن النمسا وإيطاليا من 1140 حتى 1919. في الأصل الدولة تحت سيادة الكونت، كانت عليه ريف امارة، من 1504 مقاطعة للإمبراطورية الرومانية المقدسة، من 1814 مقاطعة من الإمبراطورية النمساوية ومن 1867 أرض التاج (Kronland) من النمسا والمجر. اليوم تنقسم أراضيها بين منطقة الإيطالية من ترينتينو ألتو أديجي / سودتيرول، جزء صغير من المنطقة الايطالية فينيتو (كورتينا دامبيزو وغيرها من القرى) واللمقاطعة النمساوية لتيرول. كلا المنطقتين هي اليوم مرتبطة مرة أخرى في تيرول-جنوب التيرول-ترينتينو.

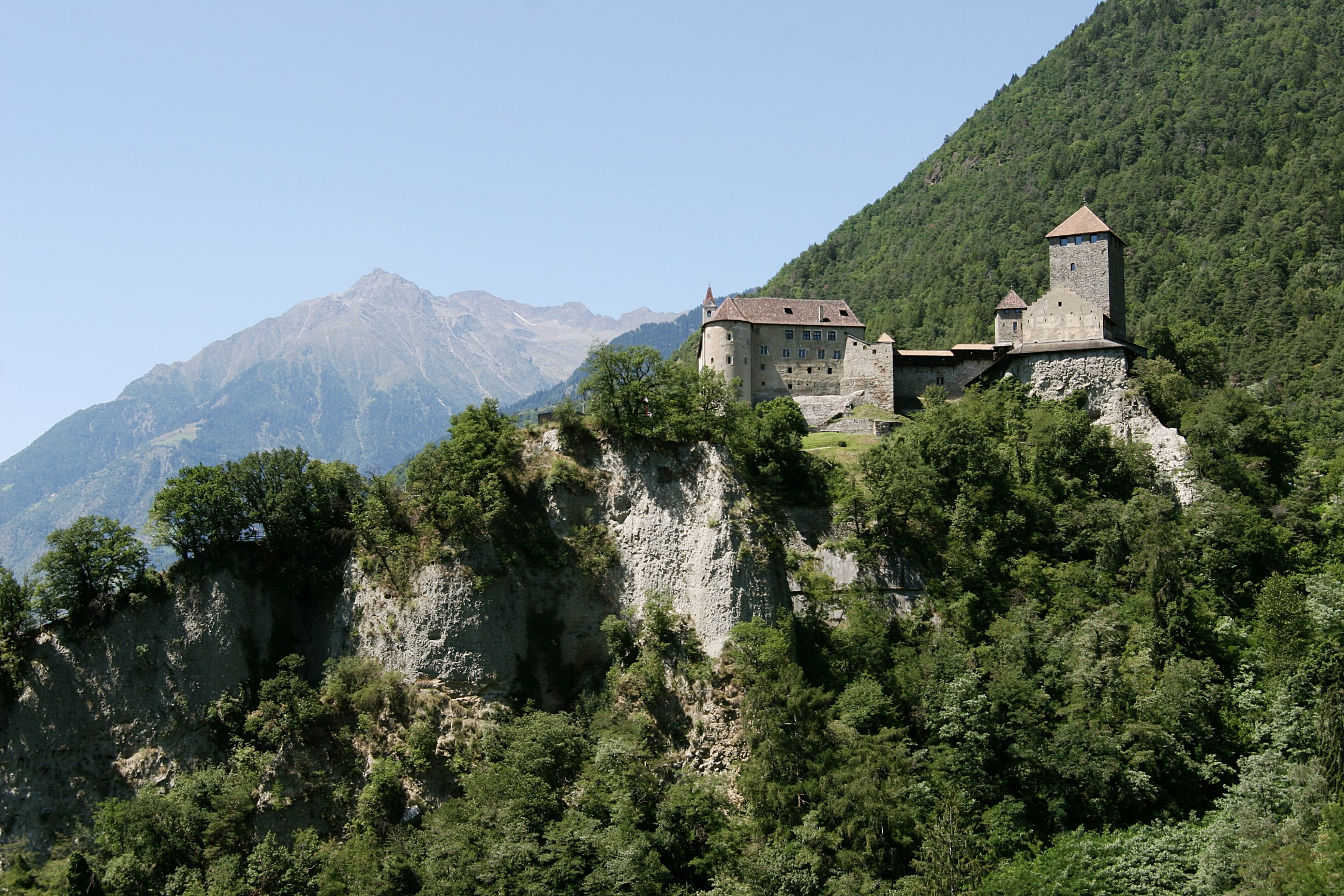
قلعة تيرول كانت مركز الكونتات لتيرول وأعطيت المنطقة نفس اسمها